# چارلی بابکوک
شارلی بابکوک (انگلیسی: Charlie Babcock؛ زادهٔ ۱۹۷۹) یک هنرپیشه اهل ایالات متحده آمریکا است.